# Aeroporto de Penápolis
O Aeroporto Estadual de Penápolis / Doutor Ramalho Franco pertence ao município de Penápolis no estado de São Paulo e está localizado a 4 km da cidade.

## Aeroporto Estadual dePenápolis/ Doutor Ramalho Franco
SDPN /***

### Características
Latitude: 21º 24’ 37’’ S - Longitude: 050º 01’ 55’’ W 

Indicação ICAO: SDPN - Horário de Funcionamento: HJ 

Código de Pista: 2 - Tipo de Operação: VFR noturno 

Altitude: 418m/1.371 ft - Área Patrimonial (ha): 135 

Temp. Média: 30,8 °C - Categoria Contra Incêndio disponível: 0 

Distância da Capital (km) - Aérea: 430 Rodoviária: 496 

Distância até o Centro da Cidade: 8 km 

Endereço: Estrada Vereador Kemil Hayal, s/nº - CEP: 16300-000 

Fone: (18) 3652-1858 - Fax: (18) 36521858

### Movimento
Dimensões (m): 1.500 x 30 

Designação da cabeceira: 15 - 33 - Cabeceira Predominante: 15 

Declividade máxima: 0,43% - Declividade Efetiva: 0,10% 

Tipo de Piso: asfalto - Resistência do Piso (PCN): 27/F/A/X/T

### Pista
Ligação do pátio à pista de pouso - PRA (m): 147 x 15 

Tipo de Piso: asfalto 

Distância da cabeceira mais próxima (m): 810

### Pátio
Dimensões (m): 60x100 - Capacidade de Aviões: 3 EMB-120 

Dist. da Borda ao Eixo da Pista(m): 162 

Tipo de Piso: asfalto

### Auxílios operacionais
Sinais de Eixo de Pista - Biruta - Luzes de Pista 

Sinais de Cabeceira de Pista - Sinais Indicadores de Pista 

Sinais de Guia de Táxi - Luzes de Táxi - Luzes de Cabeceira 

Luzes de Obstáculos - Iluminação de Pátio - Freq. do Aeródromo: 123,45 

Circuito de Tráfego Aéreo: Padrão

### Abastecimento
BR Aviation: AVGAS

### Instalações
Terminal de Passageiros (m²): 210 

Estac. de Veículos - nº de vagas: 12 

Tipo de Piso: asfalto

### Serviços
Hangares: 4 

Cabine de Força (KF) 

Telefone Público

### Outros
Não consta